# Pietà
Pietà (talijanska izvedenica iz latinskog pietas: sućut, sažaljenje) ili Oplakivanje Krista je u kršćanskoj ikonografiji prikaz Blažene Djevice Marije koja u krilu drži mrtvo Isusovo tijelo. Ovaj motiv se javlja u 12. stoljeću, a osobito je popularan motiv u gotici i renesansi.

## Opis
Ova scena nije opisana u Novom zavjetu, no čini jednu od "Sedam Gospinih tuga", tragični pandan poznatog motiva "Sedam Gospinih radosti". "Meditacije o Kristovom životu", djelo nepoznate sestre franjevke iz kasnog 13. stoljeća detaljno opisuje prilike Isusove muke i polaganja u grob gdje je ovaj motiv osobito važan. Cilj ovog motiva bio je izazivanje sućuti prema tuzi Gospe i Isusove patnje čime se željelo direktno povezati ljudske emocije boli i gubitka s ljubavlju za Boga u ljudskom obliku. Pa i sam pojam "sućut" podrazumijeva fizičko preuzimanje osjećaja (boli) onoga koji suosjeća od onog koji je u boli.
Koncem 12. stoljeća umjetnici su, u želji da stvore djela koja će predstavljati novu sliku religioznosti za privatne molitve u domovima, svojim djelima dali više emocija (njemački Andachtsbild: slika kontemplacije). Upravo najrašireniji oblik ovakvih prikaza bila je Pietà koja se najprije javila u Njemačkoj i Francuskoj.

## Popis slavnih Pietà
- Roettgen Pietà (rano 14. stoljeće) – gotička drvena skulptura
- Oplakivanje Krista (Giotto) - freska iz Kapele Arena u Padovi (1305./1306)
- Avignoska Pietà (oko 1470.) – uljena slika Enguerranda Quartona, danas u Louvreu u Parizu.
- Pietà (Michelangelo) – mramorna skulptura iz 1500. god., nalazi se u Crkvi sv. Petra u Vatikanu.

## Unutarnje poveznice
- Ukop Isusa

## Vanjske poveznice
- Vjersko objašnjenje motiva Pietà